# 러시아 조기경보 시스템
러시아 조기경보 시스템(Russian Early-Warning System)은 구 소련 때부터 미국, 서방세계에 비해 열등했던 전투기 레이더 때문에 이를 보완하기 위해 지상 레이더 시스템을 구축한 것을 말한다.

## 역사

### 개요[1]
소련은 1960년대 초에 탄도 미사일 공격을 조기에 탐지 할 수 있는 시스템 개발을 시작했다. 1960년대 후반부터 1970년대 초에 배치 된 초기 2 세대 조기 경보 레이더는 우주 감시 및 대 위성 시스템을 위해 개발 된 레이더의 수정된 버전이었다. 조기 경보 시스템에 할당되었을 가능성이 가장 높은 주요 임무는 발사 경고 기능을 달성하는 데 필요한 경고를 제공하는 것이 아니라 미사일 방어를 지원하는 것이 었다. 레이더와 위성을 포함하고, 경고시 발사 옵션을 구현하는 데 필요한 기능을 갖춘 전략 군의 지휘 및 통제를 제공 할 수 있는 통합 조기 경보 시스템의 개념은 이 개념은 1970년대 초 소련이 미사일 방어, 대 위성 전쟁, 우주 감시 및 조기 경보 분야의 모든 프로그램을 간소화하기 위해 수행 한 노력의 결과이다.

### 배경
1970년대, 미국은 하늘에서의 제공권을 갖기 위해, F-15를 개발한다. 이스라엘이 처음으로 수입해서 1대의 F-15도 안 잃고 아랍 공군기 82대를 모두 이겼다. 소련은 이에 지지 않기 위해, 77년도에 SU-27을 첫 비행시켜 F-15의 대항마로서 개발했다. 1985년도부터 양산에 들어갔다. 공중에서 전투기를 170km 거리에서 탐지하는 F-15와 동일하게 170km 탐지거리를 갖고 있었다. 하지만 실상은 달랐다. F-15는 170km거리의 적기를 80% 확률로 탐지할 수 있는 반면, Su-27 전투기는 전자기술이 부족해서 레이더 내장 컴퓨터(TS-100) 성능이 낙후해, 적기를 170km 거리에서 50% 확률로 탐지할 수 있었기 때문에 복불복이었고, 120km 거리까지 다가와야 60%~80% 확률로 탐지 가능했다. 그마저도 전자기술이 부족해서 기종 종류까지 파악하는 F-15와 달리, 탐지한 표적이 폭격기인지, 여객기인지, 식별이 불능한 열등한 레이더를 갖고 있었다. 정상적으로는 제공권을 갖는 싸움에서 Su-27이 F-15를 이기기 어려웠다. 대신, 러시아는 비행기 자체가 갖고 있는 내장 레이더에 기대를 걸지 않았고, 지상 관제 레이더의 유도에 따라 Su-27이 적기를 찾아 격멸할 수 있는 시너지 효과를 생각해냈다. 물론, 러시아 영공 내에서 싸울 때에만 러시아 조기경보 관제 레이더로부터 도움을 받을 수 있으나, Su-27이 적국 영공에서 싸울 때는 얘기가 달라진다. 러시아의 육군이나 지상 부대가 진군해서 조기경보 레이더를 설치해야, F-15 및 파나비아 토네이도와 대등하게 싸울 수 있었다. 지상 조기경보 레이더들이 전투기에 대한 유효 탐지거리인 1,000km 미만에서 충분한 요격이 가능하도록 Su-27의 작전반경은 1,400km로 설계됐다. 1,100km~1,200km 수준인 F-15보다 긴 편인데, 패트리어트 미사일이 많지 않은 편이라 150km 사거리와 유사한 기능을 할 수 있는 작전반경 200km 미만의 F-5 요격기를 사용하는 한국에 비하면, 넓은 영토를 커버하는데 적합한 능력의 요격기라고 볼 수 있다. 냉전 당시 소련 조기경보 시스템은 작게는 P-30, P-35로 구성된 지역방공 레이더, Don-2N 레이다 같이, 일개 대륙을 커버할 수 있는 광역 방공 레이다로 나뉘었다.

### 건설
소련은 1963년부터 1964년까지 최초의 조기 경보 레이더 건설을 시작했다. 첫 번째 조기 경보 시스템은 콜라 반도의 올레 네 고르 스크와 라트비아의 스크 룬다에 건설 된 두 대의 Dnestr-M (Hen House) 레이더와 모스크바 인근의 지휘 센터로 구성되었다. 공사는 1968년 ~ 1969년에 완료되었으며 1970년 8월에 시스템이 서비스를 받기 위해 승인되었다. 최초의 조기 경보 체계의 구성은 그 주요 임무가 미국 영토에서 발사 된 탄도 미사일 또는 노르웨이 해와 북해에서 발사 된 해상 미사일 탐지에만 국한되었음을 강력히 시사한다.

## 종류

### 각국의 지상 레이더
- 일본 - (탐지) J/FPS-5 지상 레이더 1,800km.
- 일본 - (탐지) J/FPS-3 지상 레이더 320km.
- 대한민국 - (탐지) 슈퍼그린파인 지상 레이더 900km
- 이스라엘 - (탐지) 슈퍼그린파인 지상 레이더 900km
- 미국 - (탐지) AN/TPY-2 지상 레이더 1,800km.
- 프랑스 - M3R 레이더: 탐지거리 300km

## 매체에서의 등장

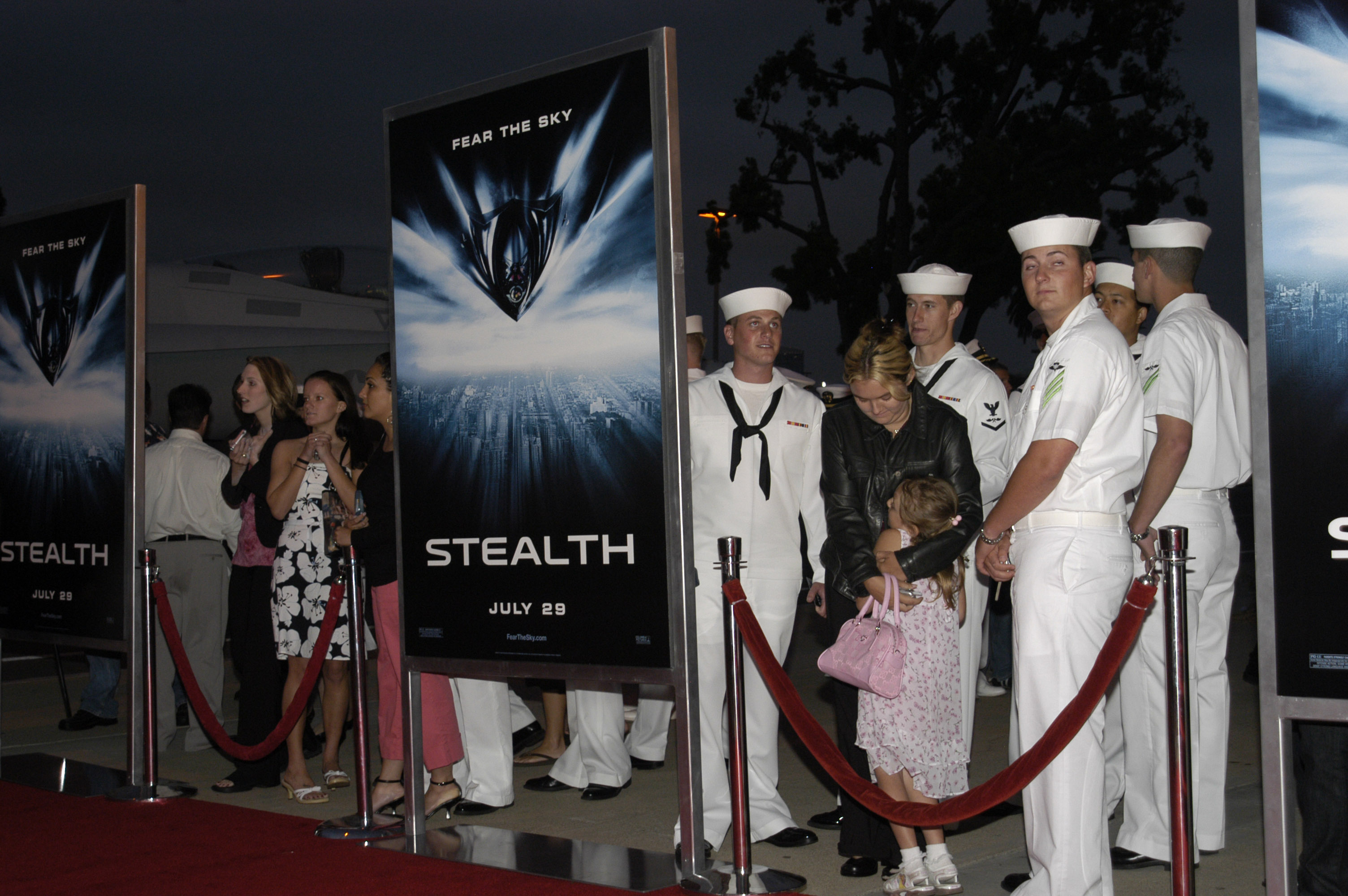
미 해군을 선전하는 영화 스텔스에서는 미 전투기가 러시아 영공에 무단침입하자, 러시아 공군이 이를 감지하고 요격기를 출동시킨 장면이 있었다.

- 스텔스 (2005년 영화) - 미 해군을 선전하는 영화 스텔스에서는 미 전투기가 러시아 영공에 무단침입하자, 러시아 공군이 이를 감지하고 요격기를 출동시킨 장면이 있었다. 러시아 조기경보 시스템이 미 전투기를 감지했기에 러시아 공군이 대응할 수 있었던 것이다.

## 같이 보기
- 러시아 지상 관제소 네트워크
- 중국 조기경보 시스템
- 일본 조기경보 시스템